# Nikolai Poyarkov
Nikolai Vladimirovich Poyarkov (tiếng Nga: Никола́й Влади́мирович Поя́рков; sinh ngày 16 tháng 10 năm 1999) là một cầu thủ bóng đá người Nga thi đấu cho F.K. Lokomotiv-Kazanka Moskva.

## Sự nghiệp câu lạc bộ
Anh có màn ra mắt tại Giải bóng đá chuyên nghiệp quốc gia Nga cho F.K. Lokomotiv-Kazanka Moskva vào ngày 19 tháng 7 năm 2017 trong trận đấu với FC Znamya Truda Orekhovo-Zuyevo.

## Quốc tế
Anh thi đấu cho Đội tuyển bóng đá U-18 quốc gia Nga.